# إدغاراس أولانوفاس

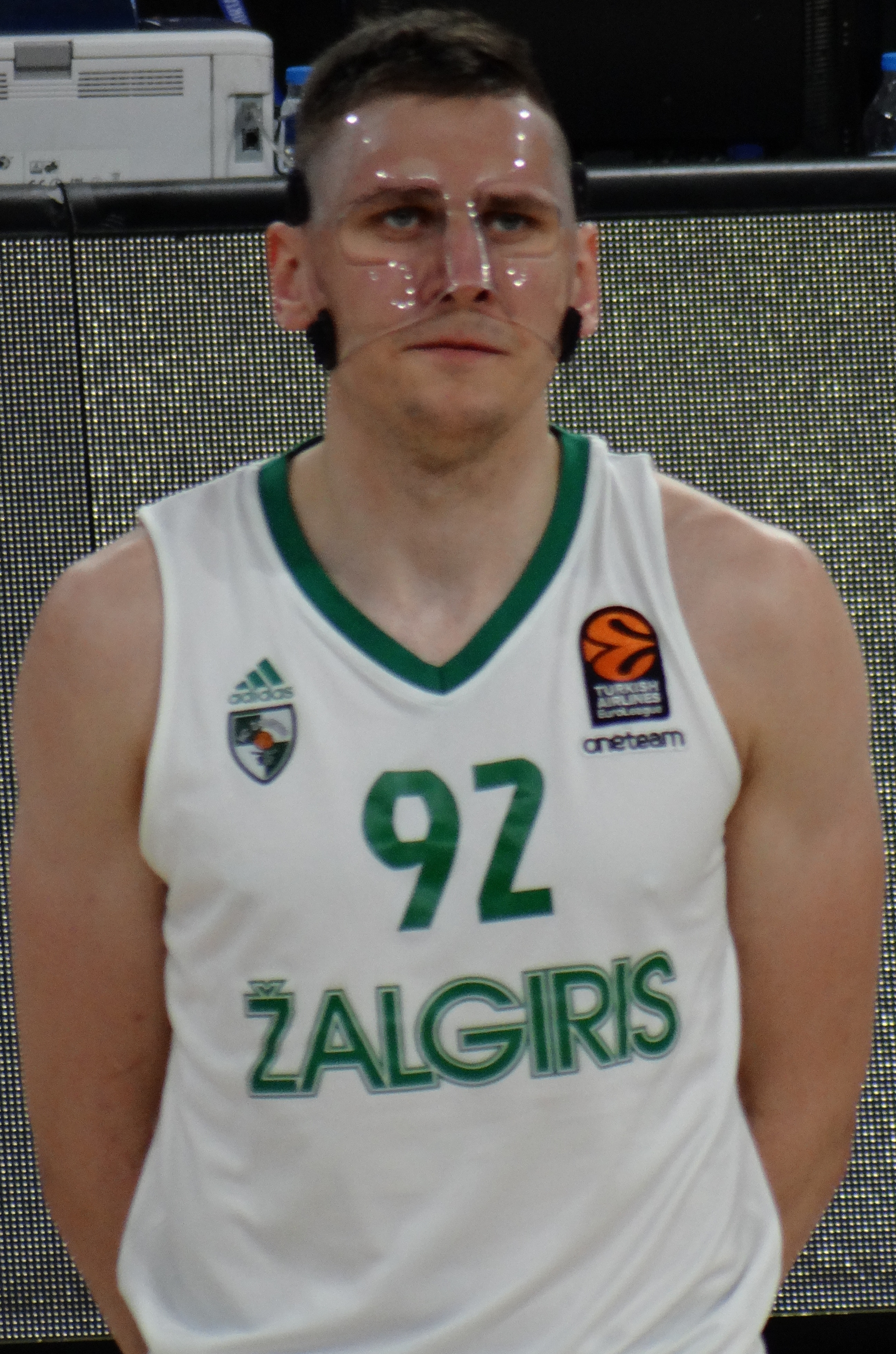
Ulanovas with Žalgiris Kaunas in 2018

إدغاراس أولانوفاس (بالليتوانية: Edgaras Ulanovas) مواليد 7 يناير 1992 في كاوناس، هو لاعب كرة سلة ليتواني. بدأ مسيرته الاحترافية في سنة 2011. يحمل الرقم 92. يبلغ طوله 6 قدم 6 بوصة (2.0 م).

## المسيرة الاحترافية
لعب مع نادي أتلتاس لكرة السلة في موسم 2011–2012، ثم لعب مع نادي ليتكابليس لكرة السلة في موسم 2012–2013، ثم لعب مع نادي نبتونس لكرة السلة في موسم 2013–2014، ثم لعب مع زالغيريس لكرة السلة في سنة 2014.

## إحصائيات المسيرة

### الدوري الأوروبي
| السنة   | الفريق              | لعب | بدأ | دقيقة | ميداني% | ثلاثية | حرة  | ارتداد | صنع | استلاب | تصدي | نقطة | أداء |
| ------- | ------------------- | --- | --- | ----- | ------- | ------ | ---- | ------ | --- | ------ | ---- | ---- | ---- |
| 2014–15 | زالغيريس لكرة السلة | 24  | 12  | 19.1  | .529    | .323   | .757 | 2.5    | 1.2 | .6     | .0   | 5.5  | 5.9  |
| 2015–16 | زالغيريس لكرة السلة | 24  | 24  | 26.2  | .385    | .342   | .875 | 4.5    | 2.0 | .7     | .2   | 6.3  | 9.2  |
| المسيرة |                     | 48  | 36  | 21.4  | .447    | .333   | .824 | 3.5    | 1.6 | .6     | .1   | 5.9  | 7.5  |

## روابط خارجية
- إدغاراس أولانوفاس على موقع الاتحاد الدولي لكرة السلة (الإنجليزية)
- إدغاراس أولانوفاس على موقع الدوري الأوروبي لكرة السلة (الإنجليزية)
- إدغاراس أولانوفاس على موقع كرة السلة الأوروبية.كوم (الإنجليزية)
- إدغاراس أولانوفاس على موقع ريلجم (الإنجليزية)
- إدغاراس أولانوفاس على موقع بروبوليرز (الإنجليزية)
- إدغاراس أولانوفاس على موقع سبورتس رفرنس (الإنجليزية)